# Proboscidactyla flavicirrata
Proboscidactyla flavicirrata är en nässeldjursart som beskrevs av Brandt 1835. Proboscidactyla flavicirrata ingår i släktet Proboscidactyla och familjen Proboscidactylidae. Inga underarter finns listade i Catalogue of Life.